# Emblème de l'Azerbaïdjan
L'emblème de l'Azerbaïdjan mélange symboles traditionnels et modernes. Le point central de l'emblème représente une flamme, symbole antique remontant à l'époque Albanie du Caucase. Cette flamme représente le nom d'Allah (en arabe : اللّه), représentation figurant également sur le drapeau iranien.
Les couleurs utilisées sont les mêmes que le drapeau national. Ces couleurs sont en arrière-plan, derrière l'étoile à huit branches où se trouve la flamme. L'étoile symbolise les grands groupes ethno-linguistiques du peuple turc, et entre chaque pointe de l'étoile on trouve d'autres étoiles plus petites.

## Histoire
Le 30 janvier 1920, le gouvernement de la république démocratique d'Azerbaïdjan a déclaré un concours sur l'emblème national de l'Azerbaïdjan et a décidé de présenter le modèle de l'emblème en mai de la même année. Cependant, en raison de l'effondrement de la république démocratique d'Azerbaïdjan le 28 avril 1920, l'emblème n'a pas été approuvé.
Le Majlis suprême de la république autonome du Nakhitchevan a discuté de la question liée à l'emblème national et a présenté une pétition au Conseil suprême de la RSS d'Azerbaïdjan sur la déclaration d'un nouveau concours sur l'emblème national de l'Azerbaïdjan le 17 novembre 1990.
Le concours a été déclaré par la décision du Conseil suprême de la république d'Azerbaïdjan le 5 février 1991. Des dizaines de projets de l'emblème ont été présentés lors du concours de 1991-1992 et il a également été proposé d'approuver l'un des projets développés en 1919 - 1920.

L'emblème de l'Azerbaïdjan sous l'Union soviétique.

Par la loi constitutionnelle du Conseil suprême de la république d'Azerbaïdjan, approuvée le 19 janvier 1993, un des projets, développé en 1919-1920 avec certaines modifications, a été confirmé l'emblème national de la république d'Azerbaïdjan.
Comme d'autres républiques post-soviétiques dont les symboles ne sont pas antérieurs à la révolution d'Octobre, l'emblème actuel conserve des composants partiels de l'Union soviétique tels que le blé et la couleur rouge sur le bouclier précédemment vu dans les bannières.

## Signification
Les couleurs utilisées pour composer l'emblème sont tirées du drapeau national. Le vert représente que l'Azerbaïdjan est un pays islamique. Le rouge représente le développement et la démocratie de l'Azerbaïdjan. Le bleu représente que les Azerbaïdjanais sont l'un des peuples turcs. L'étoile à huit pointes (octagramme) elle-même représente les huit branches des peuples turcs, et entre chaque point de l'étoile, il y a un plus petit cercle jaune trouvé.
L'emblème national de la république d'Azerbaïdjan symbolise l'indépendance de l'Azerbaïdjan. L'emblème national est l'image d'un bouclier oriental et d'un demi-cercle formé par les branches d'un chêne et les oreilles qui y reposent. Le bouclier contient l'image d'un feu qui ressemble à la « terre de feu » - au centre d'une étoile à huit points sur un fond de couleurs du drapeau national de l'Azerbaïdjan.

## Usage
L'emblème azerbaïdjanais est représenté sur :
- la résidence et le bureau privé du président de la république d'Azerbaïdjan ;
- le bâtiment du Parlement de la République d'Azerbaïdjan, sa salle de conférence et le bureau privé de la présidence du parlement ;
- toutes les cours, les bâtiments des tribunaux militaires, les salles de l'assemblée judiciaire ; les cabinets privés des présidents de la Cour suprême et de la Cour constitutionnelle de la république d'Azerbaïdjan ;
- les bâtiments d'organismes d'État dans les cas stipulés dans le système législatif de la république d'Azerbaïdjan ;
- les bâtiments des représentations diplomatiques et commerciales et des consulats de la république d'Azerbaïdjan.